# Judit Ágoston-Mendelényi
Judit Ágoston-Mendelényi (* 21. Januar 1937 als Judit Ágoston in Miskolc; † 12. Mai 2013 in Göd) war eine ungarische Florettfechterin und Olympiasiegerin.
Ihr Ehemann war der ungarische Säbelfechter und Olympiasieger von 1960 Tamás Mendelényi.
Judit Ágoston-Mendelényi erfocht 1961 bei den Weltmeisterschaften in Turin Silber mit der Florett-Mannschaft.
Bei den Olympischen Spielen 1964 in Tokio gewann sie Gold mit der Mannschaft.
1969 erhielt sie mit der Mannschaft bei den Weltmeisterschaften in Havanna Bronze,
1971 bei den Weltmeisterschaften in Wien Silber.